# Município de Butler (condado de Mercer, Ohio)
Localização do Ohio nos E.U.A.
O município de Butler (em inglês: Butler Township) é um local localizado no condado de Mercer no estado estadounidense de Ohio. No ano 2010 tinha uma população de 6345 habitantes e uma densidade populacional de 73,71 pessoas por km².

## Geografia
O município de Butler encontra-se localizado nas coordenadas 40° 28′ 58″ N, 84° 37′ 53″ O. Segundo o Departamento do Censo dos Estados Unidos, o município tem uma superfície total de 86.08 km², da qual 85.59 km² correspondem a terra firme e (0.57%) 0.49 km² é água.

## Demografia
Segundo o censo de 2010, tinha 6345 pessoas residindo no município de Butler. A densidade de população era de 73,71 hab./km².